# Vijfde Petroleumhaven
De Vijfde Petroleumhaven is een haven in Rotterdam-Europoort. De haven is aan het begin van de jaren zestig gegraven voor de overslag van aardolie. Tijdens de Suezcrisis van 1956 was het Suezkanaal afgesloten. Vanaf 1967 was het Suezkanaal gedurende vele jaren gesloten. Olietankers uit het Midden-Oosten moesten om Afrika heen varen. Dit leidde tot een enorme schaalvergroting in de tankvaart.
De Vijfde Petroleumhaven ligt aan het 23 meter diepe Calandkanaal en kon ook de grootste mammoettankers uit die tijd ontvangen. Aan de Vijfde Petroleumhaven zijn Gunvor Petroleum Rotterdam (voorheen Kuwait Petroleum Europoort en daarvoor Gulf) en TEAM Terminal gevestigd.